# Augustin Matata Ponyo
Augustin Matata Ponyo Mapon (ur. 5 czerwca 1964 w Kindu), kongijski ekonomista i polityk, minister finansów od 19 lutego 2010. Premier Demokratycznej Republiki Konga od 18 kwietnia 2012 do 17 listopada 2016.

## Życiorys
Augustin Matata Ponyo ukończył studia na Wydziale Nauk Ekonomicznych Uniwersytetu w Kinszasie, na którym później pełnił także funkcję asystenta. Jako ekonomista pracował w Banku Centralnym Konga (Banque Centrale du Congo). W 2001 rozpoczął pracę w Centralnym Biurze Koordynacji (Bureau Central de Coordination, BCECO), zajmującym się zarządzaniem inwestycjami zagranicznymi. W latach 2003–2010 stał na jego czele.
19 lutego 2010 objął stanowisko ministra finansów w rządzie Adolphe'a Muzito. W czasie rekonstrukcji gabinetu 11 września 2011 utrzymał ten urząd. Jako minister, w lipcu 2010 doprowadził do anulowania kongijskiego zadłużenia zagranicznego w wysokości 12,3 mld USD. W 2012 wprowadził w kraju podatek VAT, co spowodowało jednak wzrost inflacji. 12 lutego 2012 przeżył katastrofę lotniczą w Bukavu, w której zginęło 6 osób.
18 kwietnia 2012 został mianowany przez prezydenta Josepha Kabilę nowym szefem rządu.
14 listopada 2016 podał się do dymisji w związku z przyjętym porozumieniem politycznym. We wrześniu 2016 komisja wyborcza ogłosiła przesunięcie terminu wyborów prezydenckich z listopada 2016 na 2018 z powodu braku aktualnego spisu wyborców, zapowiadając jego aktualizację na lipiec 2017. Zgodnie z przepisami konstytucji urzędujący prezydent Joseph Kabila nie mógł ubiegać się o trzecią kadencję i jego mandat miał wygasnąć 20 grudnia 2016. Przeciwko decyzji komisji wyborczej opowiedziały się główne partie opozycyjne, zarzucając prezydentowi wolę przedłużenia swojego mandatu. W wyniku antyrządowych protestów zginęło co najmniej 49 osób. W październiku 2016 pod auspicjami Unii Afrykańskiej i ONZ zawarto porozumienie polityczne, w  ramach którego część partii politycznych zgodziła się na wydłużenie się mandatu prezydenckiego Kabili do 2018, przy jednoczesnym zagwarantowaniu stanowiska szefa rządu dla przedstawiciela opozycji. Stanowisko to objął 17 listopada 2016 Samy Badibanga.